# James e la pesca gigante (film)
James e la pesca gigante (James and the Giant Peach) è un film d'animazione del 1996 diretto da Henry Selick e basato sul libro omonimo di Roald Dahl.

## Trama
James Henry Trotter è un ragazzino di 7 anni rimasto orfano da quando i suoi genitori furono uccisi; costretto a vivere con le sue due prepotenti zie Stecco e Spugna, James sogna di vivere una vita più bella a New York, come voleva fare con i suoi genitori. Un giorno, dopo aver salvato un ragno dalle isteriche zie, James incontra un vecchio soldato confederato che gli dona una scatola piena di "lingue di coccodrillo" magiche, prima di scomparire nel nulla. Mentre torna a casa, James inciampa e fa cadere le lingue di coccodrillo su un vecchio pesco.
Il mattino seguente, sull'albero cresce una pesca di dimensioni colossali. Stecco e Spugna rinchiudono James in casa e decidono di usare il frutto gigante come attrazione turistica e guadagnare soldi. Di notte, James, dopo aver portato fuori la spazzatura, entra all'interno della pesca per mangiarne un po', ma si ritrova trasformato nella sua versione animata in stop-motion e circondato da insetti parlanti di dimensioni umane: il Signor Cavalletta, il Signor Centopiedi, la Signorina Ragno, il Signor Lombrico, la Signora Coccinella e l'anziana Signora Lucciola. Prima che le zie di James li fermino, Centopiedi spezza il ramo del pesco facendo rotolare la pesca nell'Oceano Atlantico.
Nel mare, gli amici di James usano la ragnatela della Signorina Ragno per legare dei gabbiani alla pesca gigante, così da poter viaggiare verso New York. Durante il viaggio, il gruppo affronta un mostruoso squalo robotico, che riescono infine a distruggere. Di notte, James ha un incubo nel quale lui è un bruco inseguito da Stecco e Spugna e dal rinoceronte. Risvegliatosi, James scopre che si è perso in Antartide con i suoi amici per colpa di un errore di Centopiedi, che si era addormentato al timone. Per scusarsi e risolvere il problema, Centopiedi si tuffa sott'acqua per recuperare una bussola da un antico galeone affondato, ma viene catturato dalla ciurma fantasma; James e la Signora Ragno lo salvano con la bussola sconfiggendo i pirati.
Quando il gruppo sta per arrivare finalmente a New York, è attaccato dal rinoceronte responsabile della morte dei genitori di James, sotto forma di un uragano. Il ragazzo lo affronta e lo batte venendo però diviso dai suoi amici, e precipita a New York riprendendo le forme umane. In breve, James si ritrova in cima all'Empire State Building con la pesca e viene salvato dai pompieri. Dopo essere sceso, James viene raggiunto però dalle arcigne zie. Il bambino racconta ai presenti la sua fantastica avventura con la pesca e, inoltre, aggiunge che le zie lo maltrattano. Stecco e Spugna tentano di zittire James con la violenza, venendo tuttavia fermate in tempo dagli insetti amici di James e arrestate dalla polizia. James e gli insetti poi permettono ai cittadini di mangiare la pesca.
Alla fine, James e i suoi amici insetti (che hanno successo e fama a New York) vivono insieme nel nocciolo della pesca diventata una casetta che si trova a Central Park e si vogliono bene come una vera famiglia, festeggiando il nono compleanno del bambino, il cui sogno si è finalmente realizzato.

## Produzione
Ai Walt Disney Animation Studios, all'inizio degli anni '80, Joe Ranft cercò di convincere lo studio a produrre un film basato su James e la pesca gigante (1961) di Roald Dahl, un libro che lo aveva affascinato per il suo materiale "liberatorio" fin dalla prima lettura in terza elementare. Tuttavia, la Disney rifiutò per motivi legati a un processo di animazione potenzialmente costoso e difficile e al soggetto bizzarro del materiale di partenza. Tra gli animatori esposti al libro da Ranft c'era Henry Selick che, pur avendo apprezzato il libro e pensato di adattarlo allo schermo per diversi anni, si rese conto degli ostacoli che avrebbe incontrato, come la natura onirica del materiale di partenza, la struttura episodica e la reputazione di altri libri di Dahl, così controversi da essere banditi in alcune parti del mondo.
Felicity Dahl, vedova di Roald ed esecutrice del suo patrimonio, iniziò a offrire i diritti cinematografici del libro nell'estate del 1992; tra gli interessati c'erano Steven Spielberg e Danny DeVito.
La Walt Disney Pictures acquistò i diritti cinematografici del libro dalla Dahl Estate nel 1992. Brian Rosen venne assunto come produttore dalla Disney per la sua esperienza in progetti di animazione come FernGully - Le avventure di Zak e Crysta (1992) e film in live-action come Mushrooms (1995).
Dennis Potter fu assunto per scrivere una bozza. Rosen la descrisse come "leggermente nera e bizzarra", un tono che Disney non approvava, in particolare per il fatto che gli squali fossero nazisti. Dopo la morte di Potter, Karey Kirkpatrick e Bruce Joel Rubin scrissero bozze separate, tra le quali fu scelta quella di Kirkpatrick. A differenza del romanzo, le zie di James non vengono uccise dalla pesca rotolante (anche se la morte dei genitori avviene come nel romanzo) ma lo seguono a New York. Il personaggio del Baco da Seta venne rimosso per non sovraccaricare la quantità di personaggi da animare; nel libro, il suo scopo si limitava a quello della Signorina Ragno nel film, ovvero attaccare la pesca a diversi gabbiani durante l'inseguimento dello squalo.
Prima dell'inizio della produzione, la Disney e Selick discussero se il film dovesse essere in live-action o animato in stop-motion, con la società scettica nei confronti della soluzione in stop-motion. Selick aveva inizialmente previsto che James fosse un attore in carne e ossa per tutto il film, poi prese in considerazione l'idea di realizzare l'intero film in stop-motion, ma alla fine ha optato per sequenze interamente in live-action e interamente in stop-motion, per contenere i costi. Il film inizia con 20 minuti di azione dal vivo, ma diventa un'animazione in stop-motion dopo l'ingresso di James nella pesca, e poi di nuovo in live-action quando James arriva a New York (anche se i personaggi artropodi sono rimasti in stop-motion). Come ne Il mago di Oz (1939), la tavolozza dei colori cambia quando James entra nella pesca per indicare che è entrato in un ambiente magico, passando dai grigi e dai verdi a colori vivaci.
Tra i produttori esecutivi del film, figurano Tim Burton e Denise Di Novi che avevano già prodotto Nightmare Before Christmas. Una marionetta di Jack Skeletron, protagonista di quel film, è utilizzata per realizzare il personaggio del capitano della nave piratam, che è esattamente Jack, con la barba marrone.

## Distribuzione
Il film è uscito nelle sale il 12 aprile 1996. La Disney ha distribuito il film in tutto il mondo, ad eccezione di alcuni Paesi europei, tra cui il Regno Unito, dove Pathé (proprietaria della co-produttrice Allied Filmmakers) ha gestito la distribuzione e venduto i diritti a società indipendenti. Gli unici Paesi in cui la Disney non ha il controllo del film sono il Regno Unito e la Germania, dove il film è stato distribuito rispettivamente da Guild Film Distribution e Tobis Film.

### Gli incassi
Il film ha esordito al secondo posto al botteghino, perdendo il primo posto a favore di Schegge di paura. Il film ha incassato 7.539.098 dollari in quel fine settimana, ed è rimasto nella top 10 per le successive cinque settimane prima di scendere all'undicesimo posto. Il film ha incassato oltre 28.946.127 dollari in patria, portando il suo totale mondiale a 28.946.127 dollari, il che, a fronte di un budget di 38 milioni di dollari, ha reso il film commercialmente un flop.

### Home media
Il film è stato distribuito in VHS il 15 ottobre 1996. Un combo pack Blu-ray/DVD restaurato digitalmente è stato pubblicato da Walt Disney Studios Home Entertainment il 3 agosto 2010 negli Stati Uniti.

## Accoglienza
Secondo la  vedova di Roald Dahl, Felicity "Liccy", lo scrittore "sarebbe stato felicissimo di quello che hanno fatto con James. È un film meraviglioso".
L'aggregatore di recensioni Rotten Tomatoes assegna al film un punteggio del 91% sulla base delle recensioni di 74 critici, con un voto medio di 7,2/10. Il consenso critico del sito afferma che "la grafica dinamica e accattivante, i dettagli stravaganti e la narrazione leggera come l'aria rendono James e la pesca gigante un solido intrattenimento per famiglie". Metacritic, che utilizza una media ponderata, elenca il film con un punteggio medio ponderato di 78 su 100 basato su 36 critici, indicando "recensioni generalmente favorevoli."

## Premi e riconoscimenti
| Anno | Premio                                                  | Categoria                                                     | Candidato                                    | Risultato |
| ---- | ------------------------------------------------------- | ------------------------------------------------------------- | -------------------------------------------- | --------- |
| 1996 | Annie Awards                                            | Miglior film d'animazione                                     |                                              | Nominato  |
| 1996 | Annie Awards                                            | Miglior regia in un film d'animazione                         | Henry Selick                                 | Nominato  |
| 1996 | Annie Awards                                            | Miglior colonna sonora in un film d'animazione                | Randy Newman                                 | Nominato  |
| 1996 | Annie Awards                                            | Miglior produzione di un film d'animazione                    | Tim BurtonDenise Di Novi                     | Nominato  |
| 1996 | Annie Awards                                            | Miglior storyboarding in un film d'animazione                 | Joe Raft                                     | Nominato  |
| 1996 | Annie Awards                                            | Miglior voce in un film d'animazione                          | Richard Dreyfuss                             | Nominato  |
| 1996 | Annie Awards                                            | Miglior sceneggiatura in un film d'animazione                 | Karey KirkpatrickJonathan RobertsSteve Bloom | Nominato  |
| 1996 | Kansas City Film Critics Circle Awards                  | Miglior film d'animazione                                     |                                              | Vinto     |
| 1997 | Premio Oscar                                            | Miglior musica                                                | Randy Newman                                 | Nominato  |
| 1997 | Festival internazionale del film d'animazione di Annecy | Miglior Lungometraggio Animato                                | Henry Selick                                 | Vinto     |
| 1997 | Chicago Film Critics Association                        | Miglior colonna sonora                                        | Randy Newman                                 | Nominato  |
| 1997 | Dallas–Fort Worth Film Critics Association              | Miglior film d'animazione                                     |                                              | Vinto     |
| 1997 | Satellite Awards                                        | Premio Satellite d'Oro: Miglior Film Animato o di altri Media | Tim Burton Denise Di Novi                    | Nominato  |
| 1997 | Saturn Award                                            | Miglior Film Fantastico                                       | Henry Selick                                 | Nominato  |
| 1997 | Young Artist Awards                                     | Miglior film per famiglie - Animazione o Effetti Speciali     |                                              | Vinto     |
| 1997 | Young Artist Awards                                     | Miglior Performance in un Doppiaggio - Giovane Artista        | Paul Terry                                   | Nominato  |

## Progettato remake
Nell'agosto 2016 è stato rivelato che Sam Mendes era in trattative con la Disney per dirigere un altro adattamento live action del romanzo, con Nick Hornby in trattative per la sceneggiatura. Nel maggio 2017, tuttavia, Mendes non era più legato al progetto a causa dell'entrata in trattative con la Disney per dirigere un adattamento cinematografico live-action di Pinocchio.